# AUKUS

Státy AUKUS

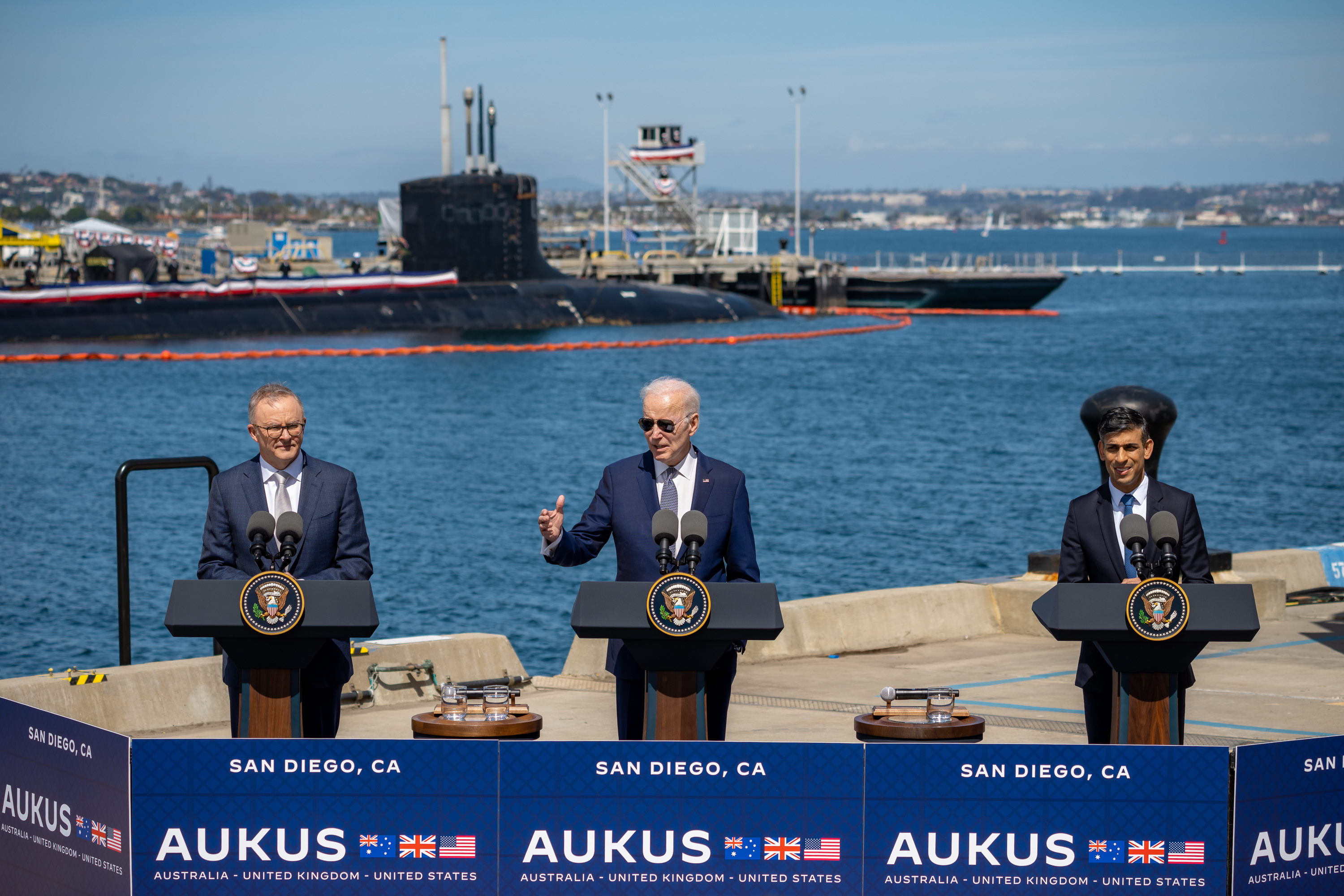
Summit zemí paktu AUKUS v San Diegu v roce 2023. Anthony Albanese, Joe Biden a Rishi Sunak za sebou mají jadernou ponorku třídy Virginia

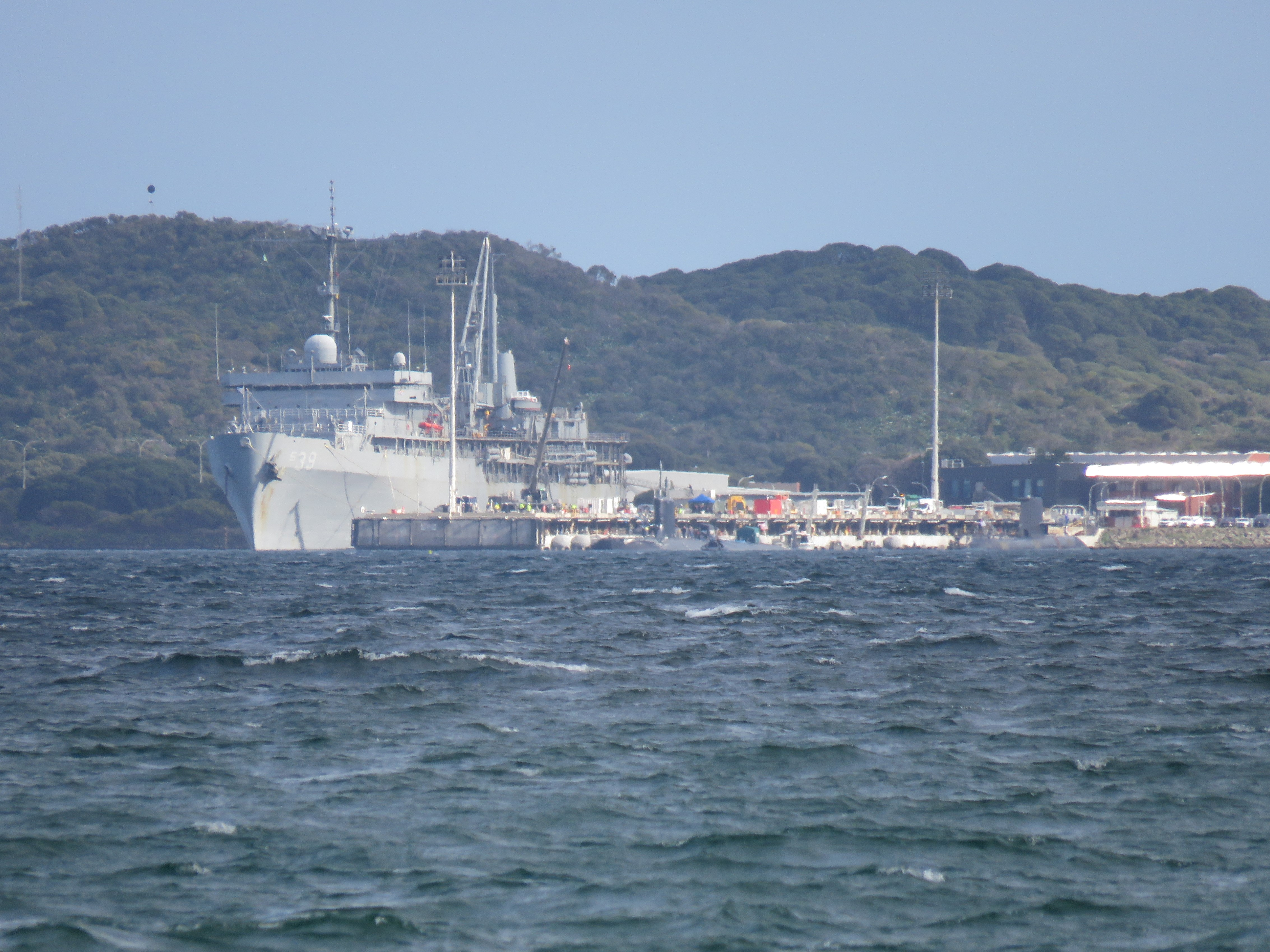
Mateřská loď ponorek USS Emory S. Land (AS-39) a americká jaderná ponorka USS Hawaii (SSN-776) na základně HMAS Stirling dne 26. srpna 2024.

AUKUS je trojstranný vojenský pakt pro oblast Indo-Pacifiku, vyhlášený 15. září 2021 Austrálií, Spojeným královstvím a Spojenými státy americkými. Jeho cílem je posílit bezpečnost v oblasti Indo-Pacifiku. Pakt účastníkům umožní sdílet pokročilé technologie, včetně těch potřebných k vývoji jaderných ponorek. Účastníci budou mimo jiné spolupracovat na poli kybernetické bezpečnosti, umělé inteligence, kvantových technologií, hypersonických zbraní, „dodatečných podmořských schopností“ a elektronického boje.
Vznik paktu byl kritizován vládou Čínské lidové republiky, která je v oblasti vnímána jako systémový soupeř. Podle čínské ambasády ve Washingtonu se země AUKUS mají „zbavit mentality z dob studené války a ideologických předsudků“. Ostrá byla rovněž kritika Francie, neboť v rámci první iniciativy v rámci paktu AUKUS se Austrálie rozhodla přezbrojit Australské královské námořnictvo jadernými ponorkami. Zrušila proto rozsáhlý kontrakt na stavbu konvenčních ponorek třídy Attack, který roku 2019 získala francouzská společnost Naval Group.
Očekávalo se, že Austrálie bude vybírat mezi americkou třídou Virginia a britskou třídou Astute. Dne 13. března 2023 bylo oznámeno, že Austrálie nejprve na počátku 30. let 21. století získá až tři jaderné ponorky americké třídy Virginia, s opcí na další dvě. Tyto ponorky později nahradí osm zcela nových jaderných ponorek označených SSN-AUKUS, které budou derivátem perspektivních britských jaderných ponorek vyvíjených v programu SSN(R) jako náhrada třídy Astute. Zároveň u nich budou využity vybrané americké technologie. Například reaktor bude od společnosti Rolls Royce a americký bude bojový řídící systém. Austálie plánuje rozvoj domácích loděnice ASC v Adelaide, který by umožnil stavbu jaderných ponorek s využitím některých ze zahraničí dodaných komponentů. Britské námořnictvo má první ponorky získat na konci 30. let a australské na počátku 40. let 21. století. V březnu 2024 australská vláda jako dodavatele jaderných ponorek vybrala britskou koncernu BAE Systems a australskou loděnici ASC.
Jaderné ponorky budou operovat ze základny HMAS Stirling v Západní Austrálii. Od roku 2027 budou základnu nejprve využívat americké a britské ponorky pod označením Submarine Rotational Force West (SRF-West).
V prosinci 2023 Senát Spojených států amerických povolil převod tří jaderných útočných ponorek třídy Virginia. Austrálie má v letech 2032 a 2035 získat dvě ponorky verze Block IV a v roce 2038 třetí ponorku připravované verze Block VII.
Dne 21. srpna 2024 americká jaderná ponorka USS Hawaii (SSN-776) připlula na australskou základnu HMAS Stirling, aby tam jako první jaderná ponorka podstoupila rutinní údržbu, na které se podílí i australský personál. Asistovala přitom i americká mateřská loď ponorek USS Emory S. Land (AS-39). Vytvoření kapacit pro údržbu a opravy jaderných ponorek je potřebné pro zajištění působení americko-britského uskupení SRF-West.
V roce 2025 britská vláda oznámila, že plánuje akvizici až dvanácti jaderných útočných ponorek SSN-AUKUS.